# پل پریسی
پل پریسی (انگلیسی: Paul Pressey؛ زادهٔ ۲۴ دسامبر ۱۹۵۸) بازیکن بسکتبال اهل ایالات متحده آمریکا است. از باشگاه‌هایی که در آن بازی کرده‌است می‌توان به میلواکی باکس، گلدن استیت واریرز، و سن آنتونیو اسپرز اشاره کرد.